# Băneasa

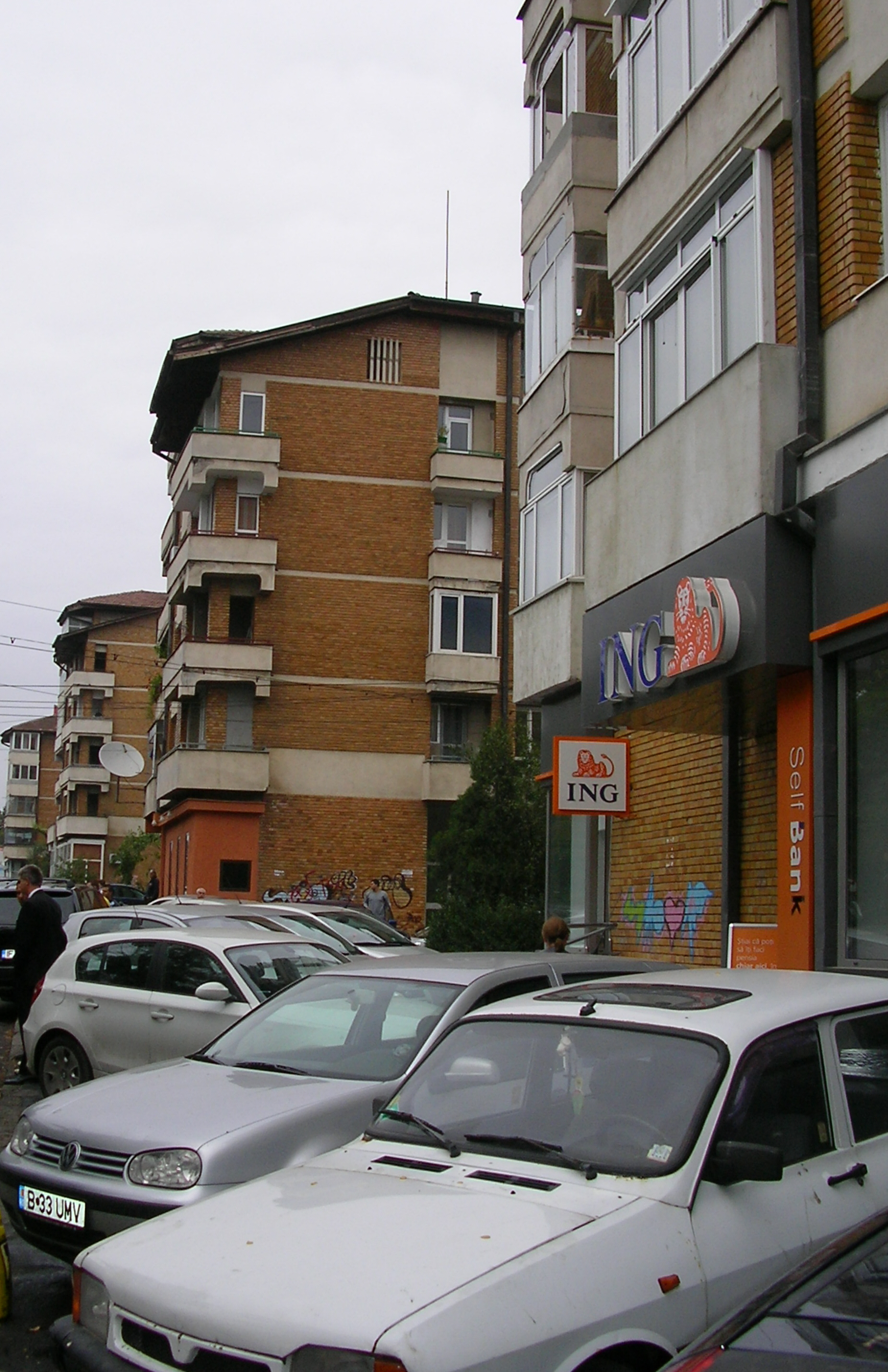
Bloques de apartamentos en Băneasa.

El barrio de Băneasa es uno de los barrios del Sector 1 de Bucarest, Rumanía. Se ubica en la zona norte de la capital rumana. Dentro del mismo se encuentra el lago del mismo nombre, que tiene una superficie de 0,45 km². Es un barrio relativamente poco poblado, puesto que una buena parte la ocupa un parque. Este barrio comenzó a desarrollarse a partir del año 2000, en especial a raíz de la construcción de un gran centro comercial y de varias zonas de apartamentos de lujo. A partir de los años treinta, se edificaron en la zona algunas villas de tipo residencial, pero a partir de los años noventa y del año 2000 la zona ha experimentado un espectacular crecimiento urbanístico.
Muy cerca del barrio se halla el Aeropuerto Internacional Aurel Vlaicu, que se utiliza para vuelos militares y de compañías de bajo coste.

## Transportes
El barrio de Băneasa se comunica con el resto de la ciudad de Bucarest por varias líneas de autobús y tranvía así como por metro.
- Wikimedia Commons alberga una categoría multimedia sobre Băneasa.

- Datos: Q167161
- Multimedia: Băneasa, Bucharest / Q167161